# NGC 131
NGC 131 је спирална галаксија у сазвежђу Вајар која се налази на NGC листи објеката дубоког неба.
Деклинација објекта је - 33° 15' 37" а ректасцензија 0h 29m 38,1s. Привидна величина (магнитуда) објекта NGC 131 износи 13,0 а фотографска магнитуда 13,8. NGC 131 је још познат и под ознакама ESO 350-21, MCG -6-2-10, IRAS 00271-3332, PGC 1813.